# Monument sur le site du combat entre Sun Yat-Sen et les dissidents
Le monument sur le site du combat entre Sun Yat-Sen et les dissidentes (chinois : 孫中山讀書治事處紀念碑, littéralement « le monument sur le site où Sun Yat-Sen a étudié et a dirigé ») est un monument sur le Mont Jyutsau, situé à Canton, Guangdong, Chine.

## Histoire
En 1921, Sun Yat-Sen était devenu le président du gouvernement national auto-proclamé à Canton. Il avait choisi le bâtiment Jyutsau, qui se trouvait près de son bureau, comme sa résidence,. Le 26 juin 1922, 4000 soldats de Jiǒngmíng Chén, l'ancien gouverneur de Guangdong, ont assiégé le bâtiment Jyutsau et l'ont bombardé avec leur artillerie,. 61 gardes présidentielles se sont engagés en combats contre les soldats de Chén afin de couvrir la retraite de Sun et de son épouse, Qìnglíng Sòng,. Sun et Sòng en ont réchappé mais le bâtiment Jyutsau fut détruit complètement,. Le monument actuel fut construit en juin 1930 sur le site du bâtiment Jyutsau, où les combats furent livrés,.